# كيث غلاس
كيث غلاس (بالإنجليزية: Keith Glass)‏ هو كاتب أغاني ومغني أسترالي، ولد في 17 سبتمبر 1946.

## وصلات خارجية
- كيث غلاس على موقع ميوزك برينز (الإنجليزية)
- كيث غلاس على موقع ديسكوغز (الإنجليزية)